# Week-End
 For alternative betydninger, se Weekend (flertydig). (Se også artikler, som begynder med Weekend)
Week-End er en dansk film fra 1935, skrevet og instrueret af Alice O'Fredericks og Lau Lauritzen junior.

## Medvirkende
- Ib Schønberg
- Arthur Jensen
- Lau Lauritzen jun.
- Ellen Jansø
- Svend Bille
- Sigfred Johansen
- Eigil Reimers
- Poul Reichhardt
- Per Gundmann
- Sigurd Langberg
- Tove Wallenstrøm
- Betty Helsengreen